# Labeo fulakariensis
Labeo fulakariensis är en fiskart som beskrevs av Tshibwabwa, Stiassny och Robert C. Schelly 2006. Labeo fulakariensis ingår i släktet Labeo och familjen karpfiskar. IUCN kategoriserar arten globalt som livskraftig. Inga underarter finns listade i Catalogue of Life.